# NGC 334
NGC 334 je galaksija u zviježđu Kipar.

## Vanjske poveznice
- SEDS: NGC 334